# Alara fulva
Alara fulva är en insektsart som beskrevs av Bernhard Zelazny 1981. Alara fulva ingår i släktet Alara och familjen Derbidae. Inga underarter finns listade i Catalogue of Life.